# Sangvinik
Sangvinik je eden izmed štirih osnovnih tipov temperamenta po antičnih avtorjih. V teoriji temperamenta je te tipe skušal pojasniti Hipokrat (460 - 377 pr. n. š.) in kasneje dopolniti Galen (129 - 199 n. št.). Po Hipokratovi razlagi, ki je temeljila na ravnotežju telesnih sokov, je prevladujoči telesni sok sangvinika kri. Sangvinik je po njegovi razdelitvi ekstrovertirana in pozitivno naravnana oseba.